# Tassadit Yacine
Tassadit Yacine-Titouh (Metchik, 14 novembre 1949) è un'antropologa berbera con cittadinanza algerina, specialista del mondo berbero.

## Biografia
Il villaggio di Metchik in cui è nata appartiene alla tribù degli At Sidi Braham (Cabilia, regione dei Bibans). 
È  "directrice d'études" all'École des hautes études en sciences sociales (EHESS) e membro del laboratorio di antropologia sociale del Collège de France. Inoltre, dirige la rivista di studi berberi Awal ("La parola") che ha fondato nel 1985 a Parigi insieme allo scrittore ed antropologo algerino Mouloud Mammeri e col sostegno del sociologo Pierre Bourdieu.
Nel 2012 un suo libro, Chacal ou la ruse des dominés ha ispirato la pièce Chacal. La fable de l'exil del drammaturgo Jérémy Beschon.
Nel febbraio 2023, Tassadit Yacine è entrato ufficialmente a far parte dell'Accademia Ambrosiana. Il Centro di Studi e Cultura Italiani ha lo scopo di promuovere lo scambio interculturale. In particolare, grazie a convegni e pubblicazioni internazionali che mirano a creare una comunità scientifica internazionale..

## Opere
(Si veda la lista delle pubblicazioni di Tassadit Yacine aggiornata al 2005  (PDF))
- 1987 - Poésie berbère et identité: Qasi Udifella héraut des At Sidi Braham, Paris, Maison des sciences de l'homme.
- 1987 - L'izli ou l'amour chanté en kabyle, Paris, MSH - ISBN 273510253X.
- 1989 - Aït Menguellet chante... Chansons berbères contemporaines, Paris, La Découverte - ISBN 2707118877. Prefazione di Kateb Yacine.
- 1992 - Les Kabyles. Eléments pour la compréhension de l'identité berbère en Algérie, Paris, GDM - ISBN 2-906589-13-6.
- 1992 - Amour, phantasmes et sociétés en Afrique du Nord et au Sahara, Paris, L'Harmattan - ISBN 2738417620.
- 1993 - Les voleurs de feu (Romanzo), Paris, La Découverte -ISBN 2707122890.
- 1995 - Chérif Kheddam ou l'amour de l'art, Paris, La découverte - ISBN 2707124192.
- 1995 – Piège ou le combat d'une femme algérienne: Essai d'anthropologie de la souffrance, Paris, Awal/Publisud - ISBN 2866007581.
  - 1996 – Nuara. Quaderno poetico di una donna cabila (ed. italiana a cura di Domenico Canciani), Edizioni Lavoro - ISBN 978-8879107181
- 2001 - Chacal ou la ruse des dominés, Paris, La Découverte - ISBN 2707133957.
  - 2011 Sciacallo. Sociologia dell'astuzia e del dominio (ed. italiana a cura di Clelia Castellano), Roma, Aracne - ISBN  	978-88-548-4119-2.
- 2003 - Jean Amrouche, l'éternel exilé. Antologia di testi (1939 - 1950), Parigi, Éditions Awal-IBIS Press - ISBN 2910728250.
- 2006 - Si tu m'aimes, guéris moi: études d'ethnologie des affects en Kabylie, Paris, Maison des sciences de l'homme - ISBN 2735110869.
- 2008 - Pierre Bourdieu, Esquisses algériennes, textes édités et présentés par Tassadit Yacine, Paris, Seuil - ISBN 978-2020982863
- 2009 - Jean El Mouhoub Amrouche, Journal (1928-1962), texte édité par Tassadit Yacine Titouh, Paris, Non Lieu - ISBN 978-2352700562
- 2011 Le retour de Jugurtha. Amrouche dans la lutte : du racisme de la colonisation, Tizi Ouzou, Passerelles Editions - ISBN 9789931905103